# Kockums
Kockums AB est une entreprise dont le siège est situé à Malmö (Suède), devenue entreprise publique en 1979 (groupe Svenska Varv), puis passée sous pavillon allemand en 1999 (HDW devenue TKMS), puis reprise en 2014 par le suédois Saab. L'entreprise aujourd'hui spécialisée dans la construction de bâtiments militaire opère sur quatre chantiers navals à Malmö, Karlskrona, Muskö et Singapour.

## Histoire
Les années précédant la Première Guerre mondiale virent l'entreprise évoluer de manière structurelle. Kockums AB Mekaniska Verkstads est axée sur la production de véhicules, des wagons de chemin de fer et les ponts, tandis que Kockums Jernverk (dont l'activité se situe principalement à Kallinge et en Ronneby) se spécialise dans l'acier, les produits sidérurgiques, les biens galvanisés et laqués. Dans les années 1950 et 1960 le chantier naval de Malmö connaît l'une des plus fortes croissances au monde, en particulier grâce à la production de grands cargos.

## L'expansion, le déclin, le rachat
L'expansion du groupe se poursuit jusqu'au milieu des années 1970, lorsque surviennent des difficultés financières. Kockums AB Mekaniska Verkstads (Kockums AB depuis 1977) commence à restructurer ses activités, mais en raison de problèmes de viabilité et de mauvaises perspectives d'avenir, la société devient publique en 1979, rachetée par le groupe étatique Svenska Varv AB. La production de navires civils est arrêtée en 1987, le chantier se concentre dès lors sur la fabrication de navires militaires. Le groupe mise sur les nouvelles technologies ce qui s'avérera fructueux, notamment dans le domaine des sous-marins et dans le domaine de la furtivité, notamment avec la classe Visby. En 1999, elle devient la propriété du groupe allemand HDW (devenu TKMS), puis elle est reprise en 2014 par le suédois Saab.
Le chantier naval possédait autrefois un portique de 138 mètres de haut, construit en 1973/1974 et capable de soulever 1 500 tonnes, mais celui-ci n'a jamais été réellement utilisé à cause de la crise des chantiers navals suédois à la fin des années 1970 et 1980. Il a été utilisé la dernière fois en 1997 pour la levée des assises des hauts piliers du pont de l’Øresund. Le portique fut vendu une première fois au début des années 1990 à la compagnie danoise Burmeister mais celle-ci fit faillite peu de temps après. C'est finalement le coréen Hyundai Heavy Industries qui en a fait l'acquisition.
En 2004, Kockums a réalisé un chiffre d'affaires d'environ 1,2 milliard de couronnes suédoises et employait environ 1 200 personnes.
En 2025 le bilan est délicat, Saab a beaucoup investi dans l'entreprise, mais de son propre aveu a sous-estimé la dégradation de l'outil industriel lors de la période HDW. Elle rencontre notamment de grosses difficulté avec son programme phare de sous-marins A26 de la classe Blekinge, qu'il serait pourtant indispensable de vendre à l'export,.

Kockums AB
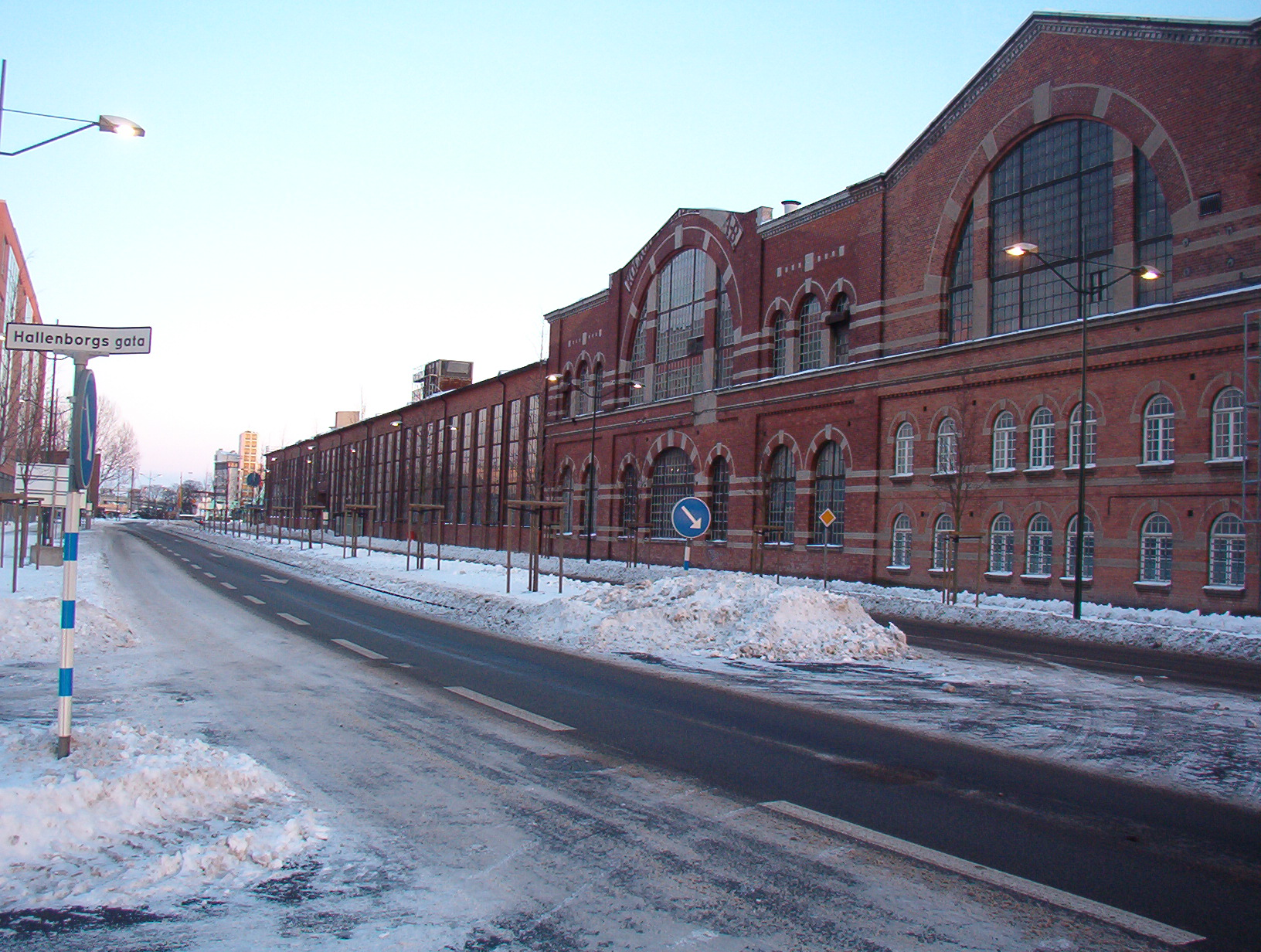
Ancienne fonderie et ateliers d'usinage.
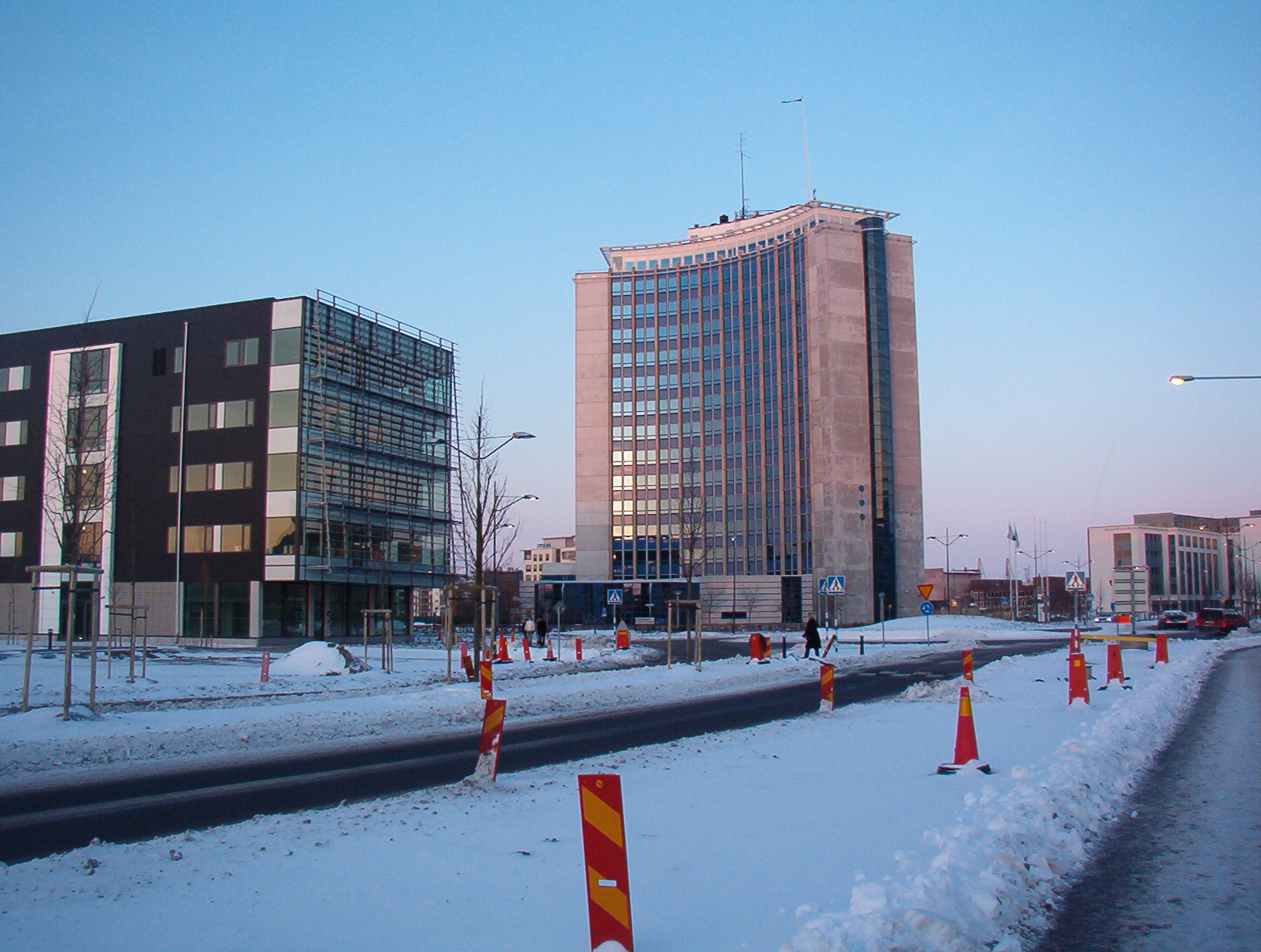
Le siège social de Kockums AB à Malmö.
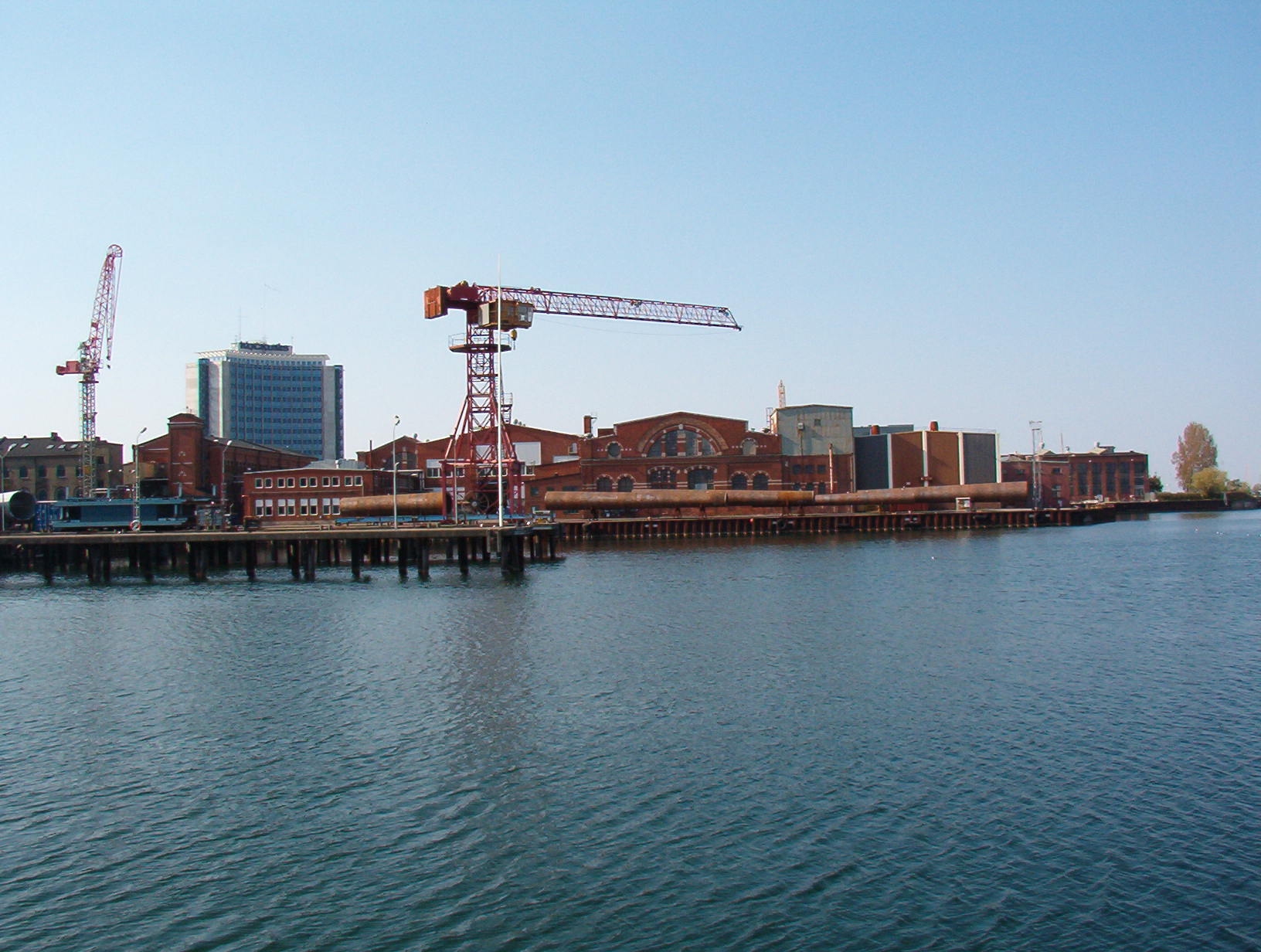
Vue sur le chantier en 2006.